# Dipterocarpus concavus
Dipterocarpus concavus là một loài thực vật có hoa trong họ Dầu. Loài này được Foxw. mô tả khoa học đầu tiên năm 1932.